# Кубок Судирмана 1989
1-й Кубок Судирмана (крупнейшее международное соревнование по бадминтону среди смешанных команд) прошёл в 1989 году в Джакарте (Индонезия). Команды были разбиты на группы, в соответствии с их силой согласно рейтингу ВФБ. Победитель группы переходил в следующем году в группу с меньшим номером, занявший последнее место — в группу с большим номером. Команды, занявшие первые два места в первой группе, сразились за кубок в финальном раунде.

## Результаты
| Место | Страна           |
| ----- | ---------------- |
| 1     | Индонезия        |
| 2     | Республика Корея |
| 3     | Китай            |
| 4     | Дания            |
| 5     | Швеция           |
| 6     | Англия           |

| Место | Страна               |
| ----- | -------------------- |
| 7     | Япония               |
| 8     | Нидерланды           |
| 9     | Малайзия             |
| 10    | СССР                 |
| 11    | Китайская Республика |
| 12    | Таиланд              |

| Место | Страна    |
| ----- | --------- |
| 13    | Канада    |
| 14    | Гонконг   |
| 15    | Шотландия |
| 16    | Австралия |
| 17    | ФРГ       |

| Место | Страна         |
| ----- | -------------- |
| 18    | Польша         |
| 19    | Новая Зеландия |
| 20    | Финляндия      |
| 21    | США            |
| 22    | Австрия        |

| Место | Страна    |
| ----- | --------- |
| 23    | Норвегия  |
| 24    | Шри-Ланка |
| 25    | Непал     |

| Место | Страна   |
| ----- | -------- |
| 26    | Болгария |
| 27    | Франция  |
| 28    | Маврикий |

### Финальный раунд
| Индонезия | 3—2 | Республика Корея |